# Радиоигра (разведка)
Радиоигра (калька с нем. Funkspiel — «радиоигра» или «радиоспектакль») — в практике контрразведки XX века использование средств радиосвязи в оперативной игре для дезинформации разведывательных органов противника. Для радиоигры часто используют захваченного контрразведкой и перевербованного разведчика-радиста или двойного агента. Радиоигра позволяет имитировать деятельность уничтоженной или никогда не существовавшей разведсети (и таким образом снижать активность противника по заброске новых разведчиков), передавать противнику дезинформацию, получать сведения о намерениях его разведывательных органов и достигать других разведывательных и контрразведывательных целей.
Возможность провала и последующей радиоигры учитывалась при планировании разведывательных операций. Заранее оговаривались различные признаки в радиограмме, по наличию или отсутствию которых можно было бы понять, что радист работает под контролем противника.

## Радиоигра в реальных операциях разведки
Радиоигра широко применялась во время Второй мировой войны спецслужбами различных государств, в том числе Третьего Рейха и СССР.

### Операции советских спецслужб
За время Великой Отечественной войны в радиоиграх советских спецслужб использовалось более 80 передатчиков немецких агентов. В отдельные моменты велось до 70 операций по радиоигре одновременно. Значимым результатом этих операций стало задержание 400 агентов и кадровых сотрудников немецких спецслужб. Поначалу радиоигры проводили несколько структур: 4-е управление НКВД СССР, 1-й (немецкий) отдел 2-го управления НКВД СССР и территориальные органы НКВД СССР. В дальнейшем их проведение было централизовано. С весны 1943 года все радиоигры советских спецслужб (кроме операций «Монастырь», «Курьеры» и «Березино») находились в ведении 3-го отдела военной контрразведки, а составлением дезинформации стратегического характера занимались специалисты Генерального штаба РККА. Радиоигры предписывалось начинать и вести под строгим контролем центрального аппарата контрразведки, чтобы неловкими и несогласованными действиями не насторожить противника и не вызвать его ответных действий. Результаты различных операций варьировались в широких пределах — в некоторых случаях они были достаточно скромными, в других — весьма существенными.
- В результате одной из первых операций по радиоигре, которую проводили с использованием радиопередатчика немецкого агента-радиста Панина (попавшего в плен в начале войны, завербованного абвером, но после выброски в советском тылу сдавшегося органам госбезопасности), был задержан один немецкий агент-курьер[5];
- В результате радиоигры, проведенной в 1943 году в Вологде, были обезврежены 22 немецких агента[6];
- В результате радиоигры «Бандура», проведенной в сентябре 1944 года, были обезврежены 4 диверсанта, задержан один курьер, захвачен сброшенный с самолёта груз оружия[6];
- Операция «Трезуб» (Житомир) — радиоигра с немецкими спецслужбами, имитация деятельности организации украинских националистов[7];
- Операция «Антенна» (Львов) — радиоигра с немецкими спецслужбами, имитация деятельности организации украинских националистов[7];
- Операция «Монастырь» — «Курьеры». В 1942 г. разведка НКВД создала («легендировала») на территории СССР фиктивную подпольную антисоветскую организацию монархического толка «Престол» и использовала её как приманку для немецких спецслужб. Организацию представил немцам А. П. Демьянов (оперативный псевдоним «Гейне»), который ещё до войны по заданию НКВД стал агентом немецкой разведки. С этой целью в феврале 1942 г. Демьянов перешёл линию фронта. После проверки и специальной подготовки Абвер забросил его на территорию СССР, и с этого момента Демьянов поддерживал постоянную радиосвязь с немцами, снабжал их дезинформацией и принимал в Москве других немецких агентов и курьеров. Некоторых из них после задержания также использовали в радиоигре. Операция продолжалась до лета 1944 года и осталась не раскрытой противником. Оценки её результатов неоднозначны, так как в ходе радиоигры для достоверности немцам были переданы некоторые подлинные сведения оперативного значения[8].
- Операция «Опыт» (продолжалась с мая 1943 до конца 1944 года) — проводилась от имени группы из трёх агентов абвера, заброшенных в район Курской дуги. В результате операции, накануне Курской битвы немецким спецслужбам была передана дезинформация о расположении советских войск и укреплений на Курском выступе фронта. В дальнейшем, в результате радиоигры были захвачены направленные к радисту агент-связник абвера Подкопаев с передачей, два вооружённых курьера со второй посылкой, затем сброшенный с самолёта груз[3]
- Операция «Связисты» — начата 13 февраля 1944 в Тосно, продолжена в Ленинграде, в результате немецким спецслужбам была успешно передана дезинформация[3].
- Операция «Березино». В 1944 г., опять же через Демьянова-Гейне, немецкое командование узнало о значительной группе германских войск, якобы оставшейся в тылу Красной Армии в Белоруссии. До 5 мая 1945 года немцы поддерживали связь с этой несуществующей группировкой и пытались снабжать её по воздуху[8].
- Операция «Загадка» привела к аресту 31 марта 1944 года в Егорьевске немецкого агента Алоиза Гальфе.
- Операция «Арийцы»[3]. 23 мая 1944 года в районе селения Утта (Калмыкия) двумя советскими истребителями был обнаружен и расстрелян на земле совершивший посадку самолёт «Юнкерс-290А», в котором находились 24 диверсанта под командованием немецкого капитана Э. фон Шеллера с грузом продовольствия, оружия, аэродромных фонарей и радиоаппаратуры. Задачей группы была организация полевого аэродрома для переброски подкреплений и грузов и активизация антисоветской деятельности в Калмыкии. В последовавшем бою с советскими подразделениями были уничтожены 3 члена экипажа и 4 диверсанта, остальных пленили. Фон Шеллер и радист группы Ганс Ганзен согласились сотрудничать. В результате радиоигры немцы 10 августа 1944 года направили в район селения Яшкуль военно-транспортный самолёт «Фокке-Вульф-200», на борту которого находились 5 членов экипажа, 2 немецких офицера и 30 диверсантов. Самолёт совершил посадку в указанном месте и был подожжён в бою. Также в бою были убиты 2 члена экипажа и 15 диверсантов, пленены 5 немцев и 1 диверсант, захвачены выброшенные с парашютами 20 тюков с грузом оружия и боеприпасов. Трое суток спустя был захвачен в плен ещё один диверсант, успевший скрыться с места боя[9][10].
- Операция «Туман». С сентября 1944 г. до апреля 1945 г. продолжалась радиоигра, в которой участвовали агенты СД П. Таврин (Шило) и его жена и радист Л. Шилова, заброшенные в СССР с заданием убить Сталина, и задержанные контрразведкой СМЕРШ Наркомата обороны. Радиоигра проводилась 3-м отделом Главного управления контрразведки СМЕРШ во взаимодействии с органами НКВД и НКГБ. Её целью было выявление действующей немецкой агентуры и захват вновь прибывающих разведгрупп. Таврин сообщил на допросах не все условные сигналы, предусмотренные на случай провала, поэтому немцы, вероятно, подозревали, что Шилова работает под контролем.

### Операции немецких спецслужб
- «Английская игра» (нем. Das Englandspiel, или Unternehmen Nordpol — «операция „Северный полюс“»). В начале 1941 года Абвер перевербовал британского агента-голландца и больше двух лет вел через него радиоигру с англичанами. В результате 52 английских разведчика попали в руки немцев тотчас же после заброски в Нидерланды, а в центре исправно получали радиограммы об их благополучном прибытии. Только во второй половине 1942 г. англичане заподозрили измену своего агента. Всего в Нидерландах немцы использовали в радиоигре от полутора до двух десятков доставшихся им английских передатчиков.[11][12].
- Ликвидировав советские резидентуры в оккупированной Европе («Красная капелла»), немцы начали несколько радиоигр. В частности, после ареста в ноябре 1942 г. в Брюсселе советского резидента А. Г. Гуревича противник продолжал радиообмен с Москвой от его имени.
- Радиоигры «Секретная связь». В 1944 году специальными абверкомандами велось 4 радиоигры под общим названием «Секретная связь» против НКВД Эстонии, который через Центральный штаб эстонских партизан забросил в немецкий тыл разведгруппу для проведения разведки и диверсий в районе Феллин-Тарту[13].

### Операции английских спецслужб
- Операция «Ультра». Элементы радиоигры использовались англичанами во время Второй мировой войны для маскировки важнейшего источника разведывательной информации — раскрытого шифра «Энигмы». Так, после потопления в Средиземном море очередного транспорта со снабжением для Африканского корпуса, британская разведка передавала в эфир шифровку для несуществующего агента в Италии с благодарностью за ценные сведения.
- Операция «Стойкость». Готовясь к вторжению во Францию в 1944 г., англичане и американцы провели грандиозную комплексную операцию по дезинформации противника. В числе прочих мер использовался ложный радиообмен в войсковых и агентурных радиосетях.
- В 1943—1944 году контрразведка MI5 вела с территории Великобритании радиоигру с Абвером через двойного агента Наталью Сергееву.

## Радиоигра в художественной литературе и кино

### «Майор Вихрь»
Полковник абвера Берг планирует вести радиоигру через арестованную радистку группы Вихря Аню. В реальных событиях, на которых основаны роман и фильм, советская радистка группы «Голос» согласилась работать на абвер, но смогла передать в радиограмме сигнал провала.

### «Семнадцать мгновений весны»
Арестованная Гестапо Кэтрин Кин, по указанию советского резидента Штирлица-Исаева, соглашается на участие в радиоигре. По легенде, Кэт не знает ключа к шифру Штирлица. Пока шифр не раскрыт, Кэт ничего не передает, а только ждет передач из Москвы.

### «Вариант „Омега“»
Советский разведчик Скорин ради выполнения задания сознательно провоцирует свой провал и соглашается на радиоигру в интересах Абвера. Но его куратор майор Шлоссер заранее обнаруживает в тексте подготовленной для Москвы радиограммы сигнал о работе под контролем и находит способ его удалить.

### «В августе сорок четвёртого… (Момент истины)»
Одна из основных задач, поставленных группе Алехина — захватить живым радиста немецкой разведсети, чтобы впоследствии его можно было использовать в радиоигре.

### «Ошибка резидента», «Судьба резидента»
После ареста резидента иностранной разведки Тульева радиосвязь с разведцентром от его имени поддерживает офицер КГБ Синицын.